# Lorenzo Wright
Lorenzo Christopher Wright, född 9 december 1926 i Detroit, död 27 mars 1972 i Detroit, var en amerikansk friidrottare.
Wright blev olympisk mästare på 4 x 100 meter vid olympiska sommarspelen 1948 i London.